# Remineralisierung
Remineralisierung ist ein Begriff aus der Zahnmedizin und bedeutet das Wiedereinlagern von zerstörten bzw. verlorengegangenen Mineralien des Zahnschmelzes nach vorhergehender Demineralisierung. Demineralisierung ist die Verarmung an Mineralien, z. B. Kalkverlust der Knochen oder Zähne.
Der Prozess der Demineralisation und Remineralisation kommt mehrmals am Tag in vivo vor. Die dynamische Balance zwischen Demineralisation und Remineralisation bestimmt dabei das Endresultat. Entweder führt dies zur Kavitation, zur Reparatur oder zur Beibehaltung des Status quo. Die entscheidende Rolle kommt dabei dem Wechselspiel zwischen Zahnoberfläche und dem Speichel zu. Der Speichel wird als eine von Calcium- und Phosphationen übersättigte Lösung betrachtet. Diese Übersättigung ermöglicht das Repräzipitieren von Calcium- und Phosphationen aus dem Speichel in die Oberflächenschicht, wodurch kariöse Initialläsionen repariert werden können. Die Anwesenheit von Fluorid kann die Remineralisation fördern.